# Малавизи, Соня
Соня Малавизи (итал. Sonia Malavisi, род. 31 октября 1994, Рим) — итальянская прыгунья с шестом, участница Олимпиады 2016 года, трёхкратная чемпионка Италии (2015, 2016, 2019), двукратная чемпионка Италии в помещении (2016, 2019).

## Биография и карьера
Окончила лицей Кеплера и училась в университете Рима. С 2001 по 2010 год занималась спортивной гимнастикой. 
Зимой 2010 года по рекомендации отца перешла в прыжки с шестом. Дебютировала на международных соревнованиях в 2012 году на чемпионате мира среди юниоров, где не прошла в финал, заняв в квалификации 13 место. В 2013 году на чемпионате Европы среди юниоров стала бронзовым призёром. В 2016 году на своей дебютной Олимпиаде не попала в финал, заняв в квалификации 21 место.

## Основные результаты
| Год  | Соревнования                    | Место проведения         | Место    | Результат |
| ---- | ------------------------------- | ------------------------ | -------- | --------- |
| 2012 | Чемпионат мира среди юниоров    | Барселона, Испания       | 13 (кв.) | 4,05 м    |
| 2013 | Командный чемпионат Европы      | Гейтсхед, Великобритания | 6        | 4,25 м    |
| 2013 | Чемпионат Европы среди юниоров  | Риети, Италия            | 3        | 4,20 м    |
| 2014 | Чемпионат Европы                | Цюрих, Швейцария         | 17 (кв.) | 4,25 м    |
| 2015 | Чемпионат Европы среди молодёжи | Таллин, Эстония          | 11       | 4,05 м    |
| 2016 | Чемпионат Европы                | Амстердам, Нидерланды    | 20 (кв.) | 4,20 м    |
| 2016 | Летние Олимпийские игры         | Рио-де-Жанейро, Бразилия | 21 (кв.) | 4,45 м    |
| 2017 | Универсиада                     | Тайбэй, Китайский Тайбэй | 13 (кв.) | 3,80 м    |
| 2019 | Чемпионат Европы в помещении    | Глазго, Великобритания   | 9 (кв.)  | 4,50 м    |
| 2019 | Летняя Универсиада              | Неаполь, Италия          | 7        | 4,31 м    |